# Castelo de Torrechiara

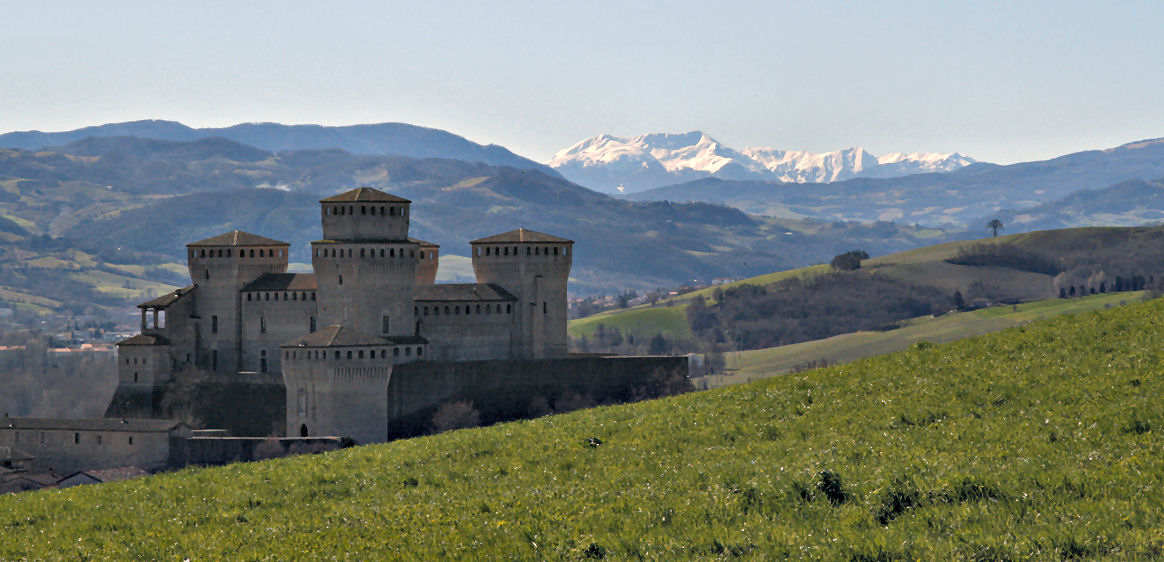
Castello de Torrechiara, Itália: exterior.

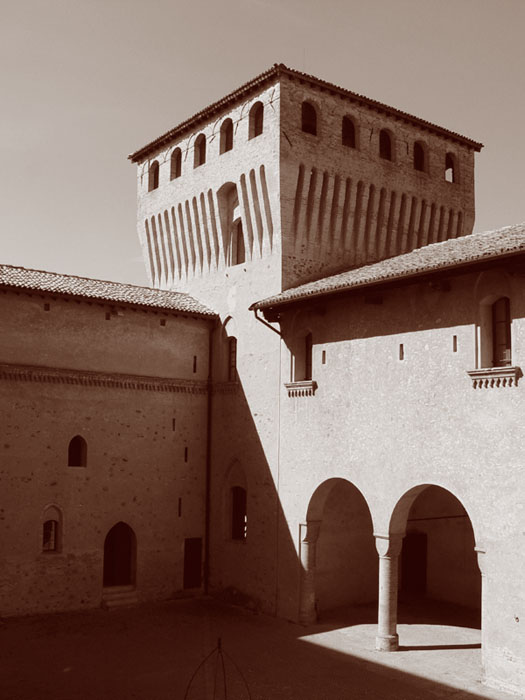
Castelo de Torrechiara, Itália: interior.

O Castelo de Torrechiara localiza-se na cidade de mesmo nome, na comuna de Langhirano, província de Parma, na Itália.
Em plena região produtora do tradicional presunto de Parma, este castelo renascentista ergue-se, isolado na paisagem, no alto de uma colina.

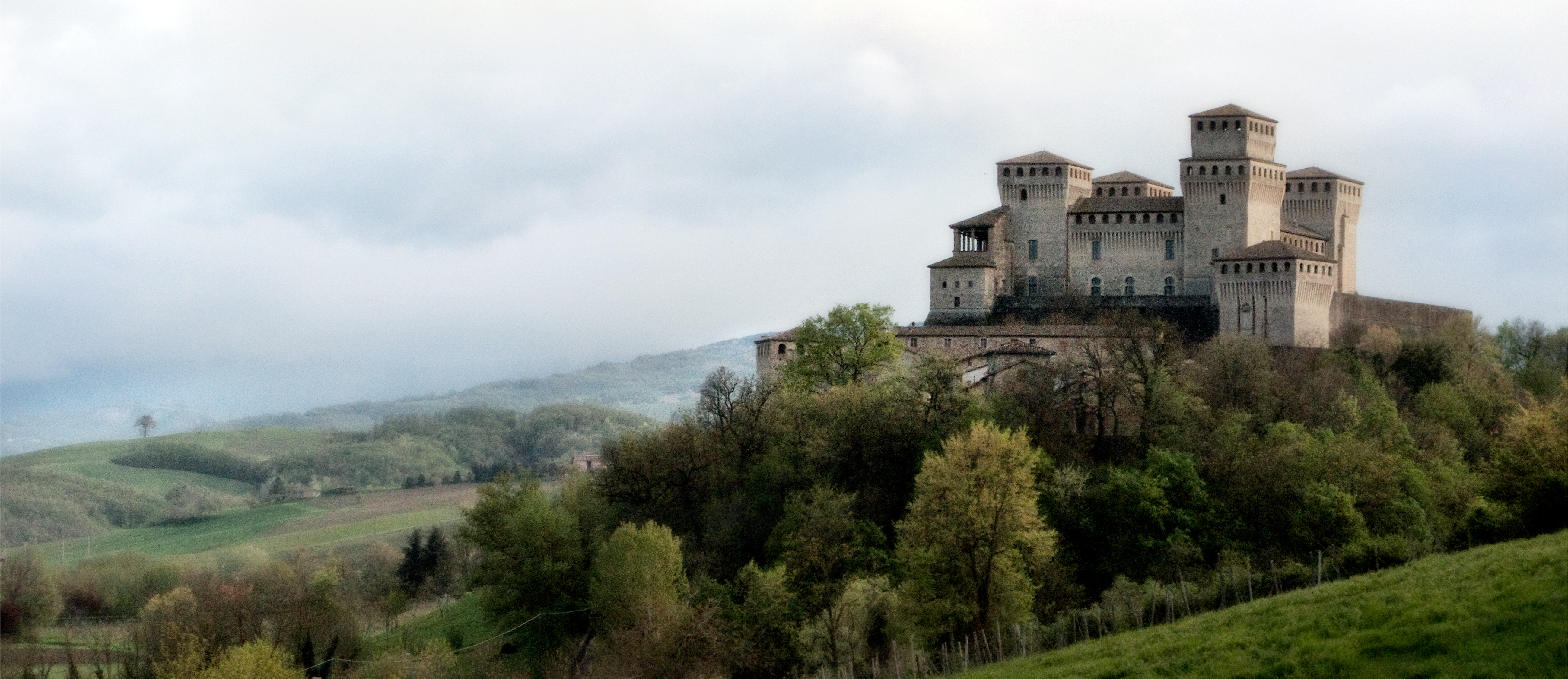
O castelo visto do nordeste

É considerado um dos castelos mais notáveis, cenográficos e mais bem preservados da Itália. Desde 1911, foi tombado como um monumento nacional italiano, ficando protegido, assim, pelo Ministério do Patrimônio Cultural e Atividades e Turismo e entregue ao complexo museológico Emilia-Romagna. Está incluído no circuito dos Castelos do Ducado de Parma, Placência e Pontremoli.

## História

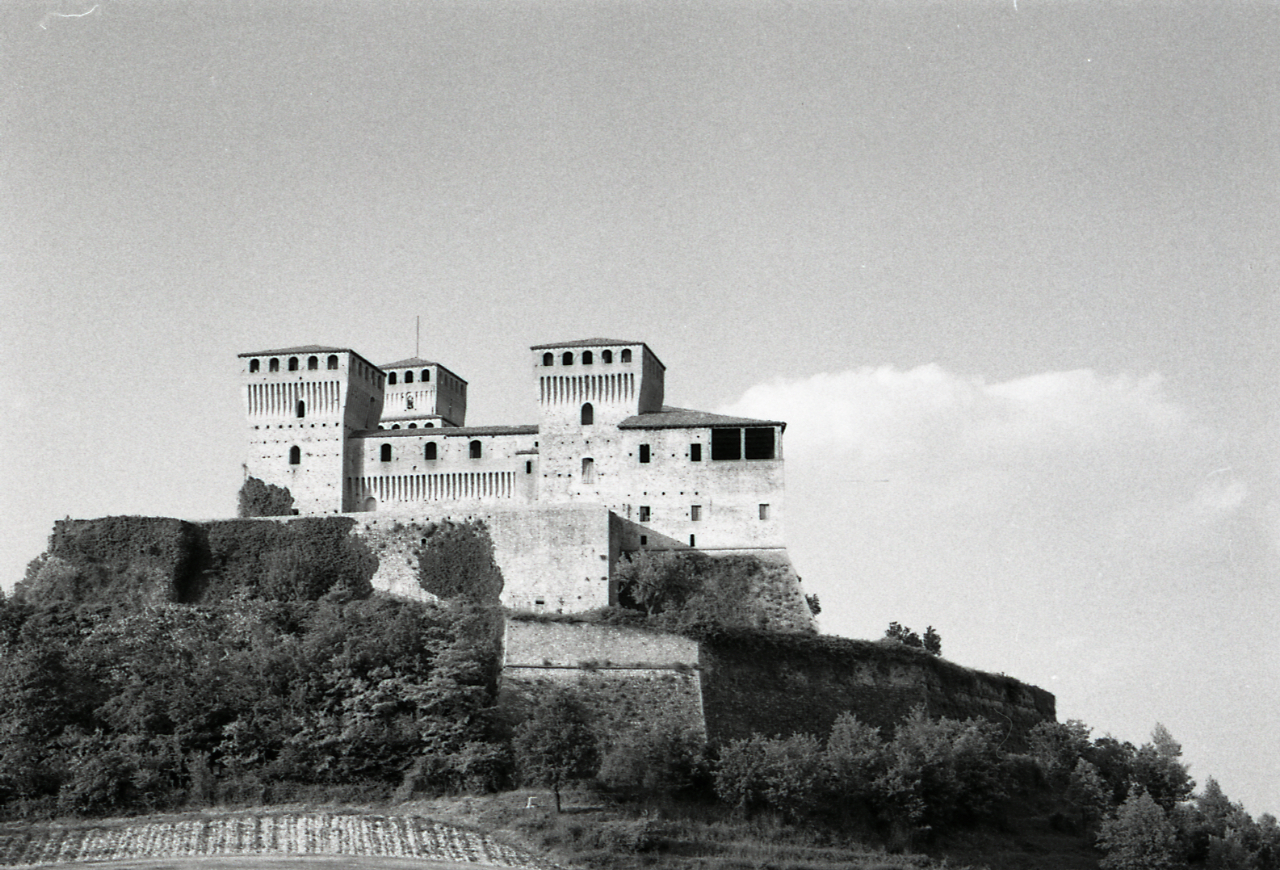
O castelo visto do sul. Foto de Paolo Monti, 1976.

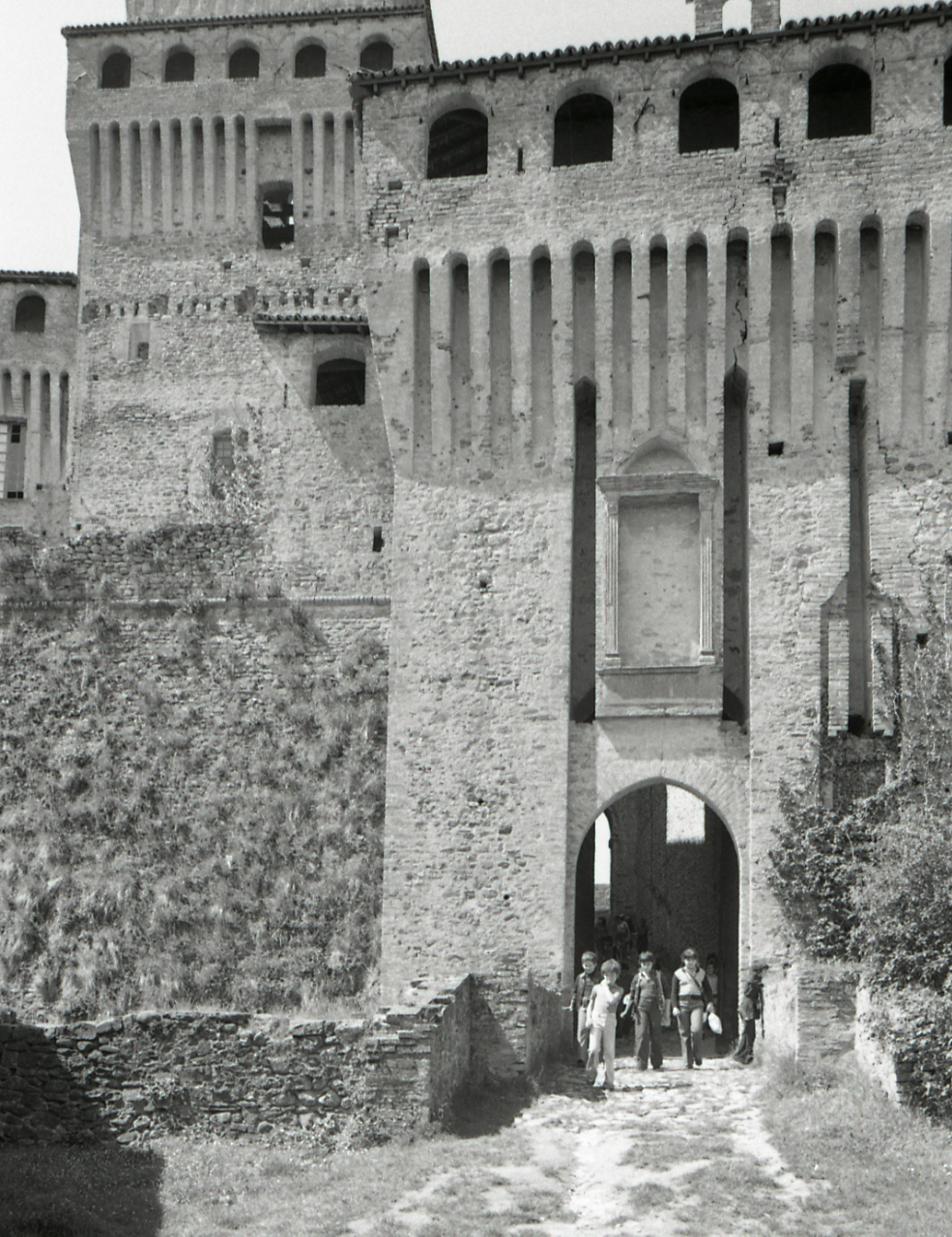
A torre de Rivellino. Foto de Paolo Monti, 1976.

Segundo a tradição local, o conde Pier Maria Rossi, um nobre da região, culto e inteligente, casado desde os quinze anos de idade por interesses de família, apaixonou-se perdidamente por Bianca Pellegrini, esposa de um outro nobre.
Para viver esse amor proibido, ergueu o magnífico Castelo de Torrechiara, onde os enamorados desfrutaram o romance. Em seu interior, ricamente decorado, o quarto dos amantes (denominado como Camera d'Oro) destaca-se pelos belos afrescos. Em todos os elementos da decoração, dos vasos de terracota às pinturas, encontram-se as iniciais do casal entrelaçadas, alternadas com a inscrição Nunc et Semper (Agora e para Sempre).
Perfeitamente conservado, o monumento encontra-se aberto à visitação turística.

## Terremoto de 2008
O terremoto de 23 de dezembro de 2008 causou danos consideráveis ao castelo, especialmente à parede externa da Torre de St. Nicomedes e Merlão coroado; algumas salas foram imediatamente fechadas e em 2009 foram realizadas as obras de consolidação estrutural do edifício. O oratório de San Nicomede foi posteriormente renovado no nível do solo, onde a laje do telhado desabou foi reconstruída no início do século XIX ; no piso principal, a Sala della Sera original foi recriada e restaurada, colocada no final da fileira das salas Aurora, Meriggio e Vespro; os quartos foram reabertos ao público em 2014.

## O Castelo na Cultura Popular

### O Suposto Fantasma
Como muitos castelos pelo mundo, o de Torrechiara também parece contar com a presença de fantasmas. Segundo a lenda, nas noites de lua cheia, perto do Rio delle Favole, a estrada de acesso original ao castelo, o espectro de Pier Maria II de 'Rossi vagava em busca da amada Bianca Pellegrini, repetindo o lema "Nunc et sempre". De acordo com outra versão, em vez disso seria o fantasma de uma duquesa, murada viva na mansão em uma idade não especificada, para passear perto do edifício.

### Filmografia
O castelo foi usado nos séculos XX e XXI como um conjunto de algumas cenas de vários filmes e programas de televisão, incluindo:
- Em 1937 no filme Condottieri , dirigido por Luis Trenker;[9]
- Em 1981 no filme La tragedia di un uomo ridicolo, dirigido por Bernardo Bertolucci;[10]
- Em 1985, no filme Ladyhawke, dirigido por Richard Donner;[11]
- Em 1995, no videoclipe da música Riguarda noi, da cantora e compositora Giorgia Todrani;
- Em 2012 no videoclipe da música Yesterday, today, do cantor e compositor Umberto Tozzi;[12]
- Em 2012, na minissérie de televisão La Certosa di Parma, dirigida por Cinzia TH Torrini;[13]
- Em 2014, na série de televisão francesa Borgia, criada por Tom Fontana;[14]
- Em 2017, no episódio intitulado Castelli na época do programa de televisão Ulisse - Il piacere della scoperta, concebido e liderado por Alberto Angela.[15]

## Eventos
Todos os domingos, como parte do projeto interprovincial "I Castelli delle Donne", é possível participar de visitas guiadas em roupas medievais, enquanto todo primeiro domingo do mês à tarde há uma visita guiada animada.
Desde 1996, nos meses de julho e agosto, o Tribunal de Honra do castelo é a sede do evento musical, conhecido como o Festival Torrechiara "Renata Tebaldi", que anualmente lembra importantes artistas italianos e estrangeiros.
Entre os outros eventos anuais hospedados na mansão, acontece o evento "Due cuori e un castello", próximo ao Dia dos Namorados, e a reconstrução medieval "Giorno di Festa a Corte", em 2 de junho.